# Val-de-Reuil
Val-de-Reuil település Franciaországban, Eure megyében. Lakosainak száma 12 939 fő (2022. január 1.). Val-de-Reuil Saint-Étienne-du-Vauvray és Saint-Pierre-du-Vauvray községekkel határos.

## Népesség
A település népessége az elmúlt években az alábbi módon változott:
| Lakosok száma | 421  | 11 373 | 13 245 | 13 233 | 12 969 | 13 601 | 13 063 | 12 910 | 12 702 | 12 939 |
|               | 1975 | 1990   | 1999   | 2011   | 2013   | 2016   | 2017   | 2019   | 2020   | 2022   |